# 方山双塔
方山双塔，亦称“九峰双塔”，是建在台州市黄岩区方山上的紫云塔和阜云塔，现为台州市级文物保护单位。

## 历史
方山双塔始建的确切年代不详。在明代弘治年间（1488年－1505年）毁于飓风，嘉靖辛亥年（1551年）重建。1985年公布为县级文物保护单位。2004年十一月由社会各界捐资重修，在双塔之间的惠风亭内竖着刻有“重修方山双塔碑记”的石碑。

## 建筑特点
双塔各高约10米，七层六面,仿楼阁式结构。须弥座为三层条石堆砌而成，塔身层层叠涩出檐，并有额枋、角柱、壸门等结构。

## 城区参观参考路线
方山路高架下面 （方山路到底，不左转，直接上坡） - 柯氏牌坊 - 天波府 - 晒鲞岩 - 绿叶亭（继续向上，左边通往九峰烈士墓） - 木鱼岩 - 马尾水指示碑（继续向上） - 慈航殿（方山小筑） - 飞龙亭 - 双环桥 - 方山水库 - 惠风亭 - 方山双塔
全程距离：约1.5公里
路况：良好
预计耗时：50分钟